# Rakker (Disney)
Rakker (Engels: Scamp) is een fictieve hond uit de Disney-verhalen. Hij is de zoon van Vagebond en Lady. Rakker is vooral bekend geworden door zijn eigen verhalen in het weekblad Donald Duck. Zijn eerste strip was in nummer 12 van 1959.

## Geschiedenis
Rakker verscheen voor het eerst in de film Lady en de Vagebond uit 1955. Aan het eind van deze film worden vier puppy`s geboren, een jongetje en drie meisjes. Het jongetje heeft daar nog geen naam. Ook lijkt Rakker daar ook al meer op zijn vader dan op zijn moeder, in tegenstelling tot zijn zusjes die juist weer heel veel op hun moeder lijken. Van deze film is ook een stripvormig vervolg waarin de lezer kennismaakt met de pups. Deze krantenstrip was in 1955 in Amerika en werd herdrukt in het Nederlands in de Donald Duck.
In 2001 kwam het filmvervolg uit van Lady en de Vagebond: Rakkers Avontuur. Hierin speelt Rakker de hoofdrol. Hij ziet er wat ouder uit dan in de strip, maar hij is nog altijd even ondeugend.

## Stem
De Amerikaanse stem van Rakker is Scott Wolf en de zangstem is Roger Bart. De Nederlandse stem van Rakker is Rolf Koster.